# Cardinal-vicaire

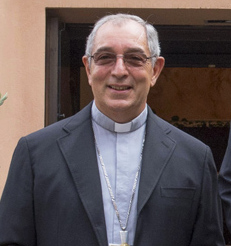
Le cardinal Angelo De Donatis depuis la vacance du cardinal Vallini en 2017.

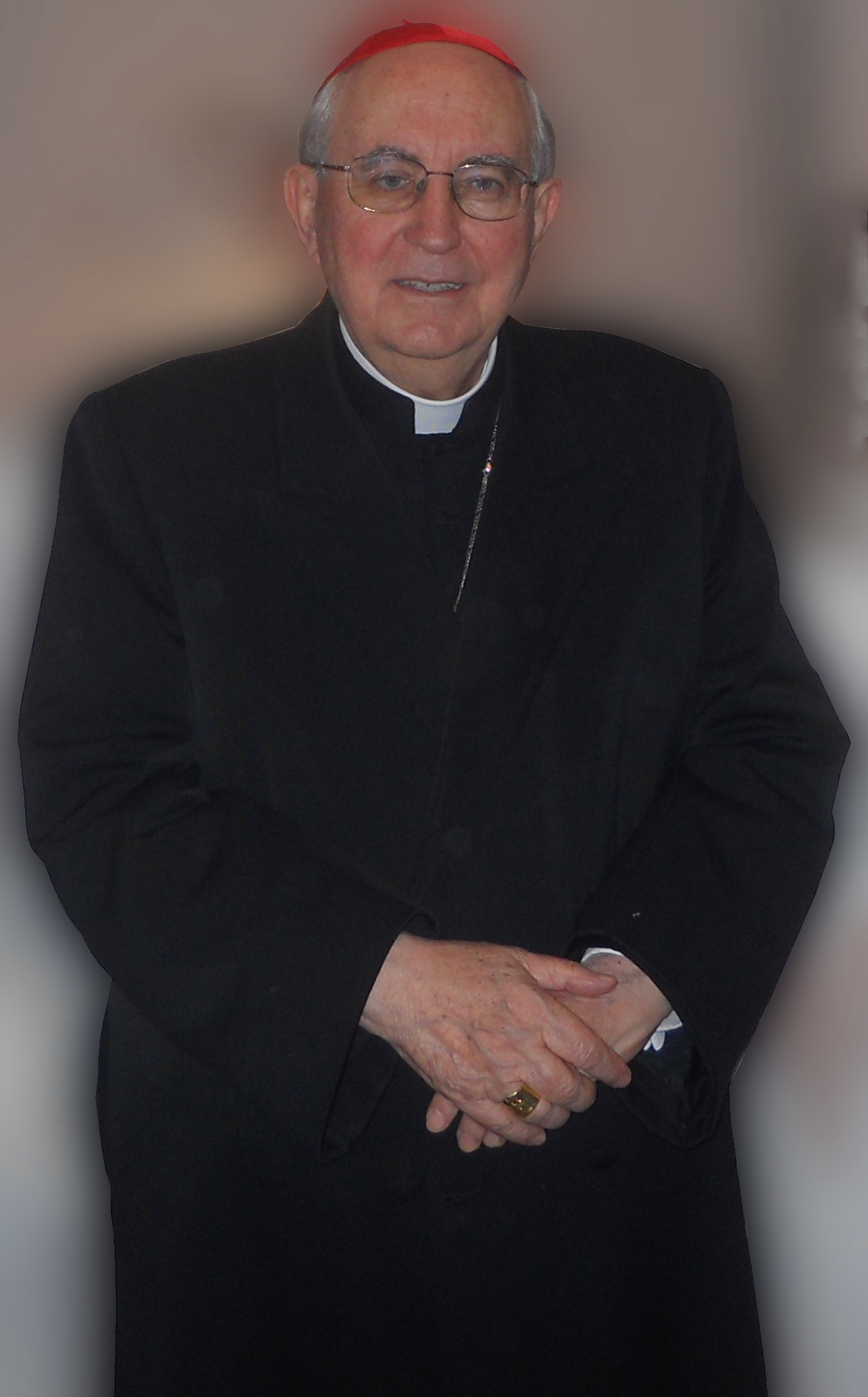
Cardinal Austin Vallini, évêque suppléant du diocèse de Rome.

Le cardinal-vicaire ou, plus officiellement, le vicaire général de Sa Sainteté pour le diocèse de Rome, est le cardinal à qui le pape, évêque de Rome, délègue le gouvernement de son diocèse en raison des autres charges qui lui incombent. Le cardinal-vicaire exerce donc de facto les fonctions d'évêque du diocèse de Rome sans toutefois en porter le titre, exclusivement réservé au pape. 
La charge est réservée à un cardinal, comme cela a été établi par décret consistorial de Paul IV en 1558. Depuis 1988 on a abandonné la tradition selon laquelle, lorsque le pape nommait au vicariat un évêque qui n'était pas encore cardinal, celui-ci ne portait pas le titre de vicaire mais celui de pro-vicaire jusqu'à sa création cardinalice.
Depuis 1929 et les accords du Latran, la juridiction du cardinal-vicaire ne correspond qu'à la partie italienne du diocèse de Rome, un autre vicaire général (le vicaire général pour la Cité du Vatican), également archiprêtre de la basilique Saint-Pierre, étant chargé de l'État de la Cité du Vatican.
Conformément au canon 475 du code de droit canonique de 1983, le vicaire général du diocèse de Rome « aide l'Évêque lui-même dans le gouvernement du diocèse tout entier » mais, contrairement aux autres vicaires généraux, sa fonction et celle du vicaire général pour la Cité du Vatican ne cessent pas avec la vacance du siège épiscopal.
Le cardinal-vicaire est assisté par le vice-gérant, également un évêque.  

## Liste des cardinaux-vicaires et pro-vicaires
- Virgilio Rosario (1558-1559)
- Pietro De Pretis, pro-vicaire
- Giacomo Savelli (1560-1587)
- Sebastiano Portici, pro-vicaire
- Giovanni Oliva, pro-vicaire
- Michele Bonelli, pro-vicaire
- Girolamo Rusticucci (1588-1603)
- Camillo Borghese (1603-1605)
- Girolamo Pamphilj (1605-1610)
- Giovanni Garzia Millini (1610-1629)
- Marzio Ginetti (1629-1671)
- Antonio Barberini, pro-vicaire (1636-1640)
- Paluzzo Paluzzi Altieri degli Albertoni (1671)
- Gaspare Carpegna (1671-1714)
- Girolamo Casanate, pro-vicaire (1682)
- Niccolò Caracciolo, pro-vicaire (1715-1717)
- Giandomenico Paracciani (1717-1721)
- Fabrizio Paolucci di Calboli (1721-1726)
- Prospero Marefoschi (1726-1732)
- Giovanni Antonio Guadagni (1732-1759)
- Antonio Maria Erba-Odescalchi (1759-1762)
- Marcantonio Colonna (1762-1793)
- Andrea Corsini (1793-1795)
- Giulio Anguillara Capece Cavazza della Somaglia (1795-1810)
- Antonio Despuig y Dameto, pro-vicaire (1810-1813)
- Lorenzo Litta Visconti Arese (1813-1820)
- Annibale della Genga (1820-1823)
- Giuseppe della Porta Rodiani, pro-vicaire (1823-1824)
- Placido Zurla (1824-1834)
- Carlo Odescalchi (1834-1838)
- Giuseppe della Porta Rodiani (1838-1841)
- Costantino Patrizi (1841-1876)
- Raffaele Monaco La Valletta (1876-1884)
- Lucido Maria Parocchi (1884-1899)
- Domenico Maria Jacobini (14 décembre 1899 - 1er février 1900)
- Pietro Respighi (9 avril 1900 - 22 mars 1913)
- Basilio Pompilj (7 avril 1913 - 5 mai 1931)
- Francesco Marchetti Selvaggiani (9 mai 1931 - 13 janvier 1951)
- Clemente Micara (26 janvier 1951 - 11 mars 1965)
- Luigi Traglia,  pro-vicaire (28 mars 1960 - 30 mars 1965), vicaire (30 mars 1965 - 9 janvier 1968)
- Angelo Dell'Acqua (9 janvier 1968 - 27 août 1972)
- Ugo Poletti,  pro-vicaire (13 octobre 1972 - 6 mars 1973), vicaire (6 mars 1973 - 17 janvier 1991)
- Camillo Ruini,  vicaire (17 janvier 1991 - 7 juin 2008)
- Agostino Vallini (27 juin 2008 - 26 mai 2017[4])
- Angelo De Donatis (26 mai 2017 - 6 avril 2024)
- Baldassare Reina (depuis le 6 octobre 2024)